# Dirac-spinor
A Dirac-egyenlet feles spinű fermionok viselkedését írja le a relativisztikus kvantumtérelméletben.  

## Fizikai jellemzése
Egy szabad fermion hullámfüggvénye egy síkhullám és egy Dirac-spinor ({\displaystyle p^{u}}) szorzataként áll elő. {\displaystyle \psi (x^{\mu })=u(p^{\mu })e^{-ipx}}
Behelyettesítve a fermion hullámfüggvényét a Dirac-egyenletbe: {\displaystyle (\gamma ^{\mu }p_{\mu }-m)u(p)=0} . Nyugalomban lévő részecskére ({\displaystyle {\overrightarrow {p}}=0}) a következő összefüggésre jutunk: {\displaystyle (i\gamma ^{0}{\frac {\partial }{\partial t}}-m)\psi =(\gamma ^{0}E-m)\psi =0}A megoldása négy sajátspinor:  {\displaystyle u^{1}={\begin{matrix}1\\0\\0\\0\end{matrix}}\qquad u^{2}={\begin{matrix}0\\1\\0\\0\end{matrix}}\qquad u^{3}={\begin{matrix}0\\0\\1\\0\end{matrix}}\qquad u^{4}={\begin{matrix}0\\0\\0\\1\end{matrix}}}Ezek hullámfüggvényei:
{\displaystyle \psi ^{1}=e^{-imt}u^{1}\qquad \psi ^{2}=e^{-imt}u^{2}\qquad \psi ^{3}=e^{imt}u^{3}\qquad \psi ^{4}=e^{imt}u^{4}}